# Eten uit blik

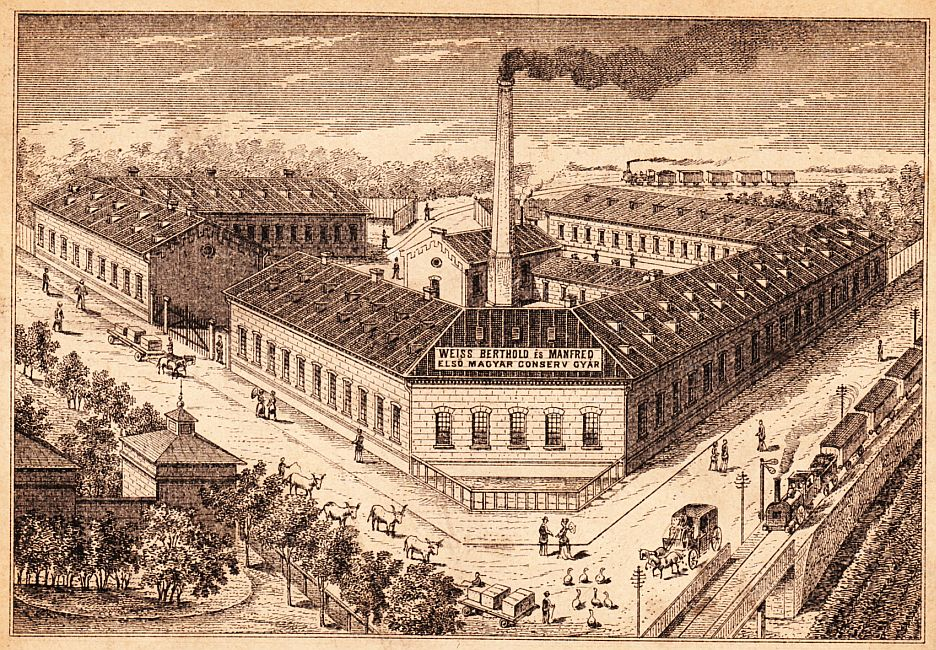
Een van de eerste grote conservenfabrieken, van de gebroeders Weiss in Csepel-Boedapest
reclamekaart uit 1885

Eten uit blik, of meer algemeen conserven, is een methode om voornamelijk voedsel langer houdbaar te maken. Andere methodes zijn bijvoorbeeld invriezen of inleggen. Er wordt soms denigrerend over gedacht, voornamelijk vanwege de vermeend lage voedingswaarde en lagere vitaminegehalte van conserven.

## Geschiedenis
De eerste pogingen om eten in 'blik' bewaarbaar te maken waren nog niet zo geslaagd. De blikken lekten al snel, omdat de binnenkant nog niet werd verzinkt en het ijzer via elektrolyse oploste in het vocht van het voedsel. Men beheerste het rillen van de dekselranden nog niet maar soldeerde de blikken dicht met het giftige metaal lood. Bij zure producten zoals bij tomaten werd het ijzer door het zuur opgelost.

## Productieproces tegenwoordig
Dit soort problemen zijn echter al jaren geleden opgelost. Wanneer de inhoud van het blik zuur is, dan wordt het blik aan de binnenkant voorzien van een laagje plastic. Dat is bijvoorbeeld het geval bij tomaten, olijven en maïs. Inmiddels wordt het blik vertind, dat wil zeggen voorzien van een dun laagje tin (wat geen probleem is zolang het blik dicht is). De blikken worden niet meer gesoldeerd, maar gelast. Ook worden blikken mechanisch gesloten doordat meer lagen metaal in elkaar worden gestoken en dan tezamen meer keren worden omgebogen en samengeperst. Dit proces wordt felsen genoemd.
Nadat de, al dan niet voorgekookte, inhoud in het blik is gedaan en het blik is gesloten wordt het blik met inhoud enige tijd in een stoomketel gekookt, zodat de inhoud voldoende is verwarmd om te zijn gesteriliseerd. Ook wordt een minimale hoeveelheid zout toegevoegd maar vergeleken met andere conserveringswijzen is dat erg weinig. Uiteraard treedt door het koken een verlies aan vitaminen op. Dat is met name zo voor vitamine C, maar het is niet meer of niet veel meer dan wanneer men zelf verse producten kookt. Sommige fabrikanten voegen nog extra vitaminen aan hun conserven toe, maar aan de waarde daarvan kan worden getwijfeld.
Fabrikanten van conserven zorgen ervoor, om zo goedkoop mogelijk te produceren, dat ze alle processen met minimale middelen kunnen toepassen. Ze verwarmen zo kort mogelijk en ze voegen zo min mogelijk zout toe, daar zijn tabellen voor. Conserveermiddelen zijn niet nodig, in tegenstelling tot andere methodes, want de inhoud van een blik is geheel geïsoleerd van de omgeving en wordt in de regel in één keer geconsumeerd. Bovendien mogen er volgens de warenwet bij conserven ook geen conserveermiddelen worden gebruikt.